# Joppa stigmatica
Joppa stigmatica är en stekelart som beskrevs av Morley 1915. Joppa stigmatica ingår i släktet Joppa och familjen brokparasitsteklar. Inga underarter finns listade i Catalogue of Life.